# Blepephaeus sumatrensis
Blepephaeus sumatrensis är en skalbaggsart som beskrevs av Stefan von Breuning 1938. Blepephaeus sumatrensis ingår i släktet Blepephaeus och familjen långhorningar. Inga underarter finns listade.